# Le Petit-Fougeray
Le Petit-Fougeray är en kommun i departementet Ille-et-Vilaine i regionen Bretagne i nordvästra Frankrike. Kommunen ligger i kantonen Le Sel-de-Bretagne som tillhör arrondissementet Redon. År 2022 hade Le Petit-Fougeray 886 invånare.

## Befolkningsutveckling
Antalet invånare i kommunen Le Petit-Fougeray
Referens:INSEE